# Падрони (Колорадо)
Падрони (енгл. Padroni) насељено је место без административног статуса у америчкој савезној држави Колорадо.

## Демографија
По попису из 2010. године број становника је 76, што је 21 (-21,6%) становника мање него 2000. године.
| Група             | 2000.      | 2010.      |
| Белци             | 83 (85,6%) | 69 (90,8%) |
| Афроамериканци    | 0 (0,0%)   | 0 (0,0%)   |
| Азијати           | 0 (0,0%)   | 0 (0,0%)   |
| Хиспаноамериканци | 11 (11,3%) | 6 (7,9%)   |
| Укупно            | 97         | 76         |